# Шубиноставська сільська рада
Шубиноста́вська сільська́ ра́да — адміністративно-територіальна одиниця та орган місцевого самоврядування в Лисянському районі Черкаської області. Адміністративний центр — село Шубині Стави.

## Загальні відомості
- Населення ради: 800 осіб (станом на 2001 рік)

## Населені пункти
Сільській раді підпорядковані населені пункти:
- с. Шубині Стави
- с-ще Михайлівка

## Склад ради
Рада складається з 14 депутатів та голови.
- Голова ради: Нечипоренко Олександр Петрович
- Секретар ради: Цюрмаста Тетяна Дмитрівна

### Керівний склад попередніх скликань
| Прізвище, ім'я, по батькові    | Основні відомості                                                                       | Дата обрання | Дата звільнення |
| ------------------------------ | --------------------------------------------------------------------------------------- | ------------ | --------------- |
| Плахтієнко Іван Олексійович    | Сільський голова, 1954 року народження, член Української Народної Партії                | 26.03.2006   | 22.01.2007      |
| Нечипоренко Олександр Петрович | Сільський голова, 1971 року народження, освіта середня спеціальна, безпартійний         | 17.06.2007   | 31.10.2010      |
| Нечипоренко Олександр Петрович | Сільський голова, 1971 року народження, освіта середня спеціальна, член Партії регіонів | 31.10.2010   |                 |

Примітка: таблиця складена за даними сайту Верховної Ради України

### Депутати
За результатами місцевих виборів 2010 року депутатами ради стали:

#### За суб'єктами висування
| Суб'єкт висування                                       | Кількість обраних депутатів | %    |
| ------------------------------------------------------- | --------------------------- | ---- |
| Партія регіонів                                         | 10                          | 71,4 |
| Народна партія                                          | 2                           | 14,3 |
| Самовисування                                           | 1                           | 7,1  |
| Соціально-екологічна партія «Союз. Чорнобиль. Україна.» | 1                           | 7,1  |

#### За округами
| № округу                                                | Прізвище, ім'я, по батькові   | Дата визнання обраним | Освіта  | Партійна приналежність | Відомості про обраного депутата                |
| ------------------------------------------------------- | ----------------------------- | --------------------- | ------- | ---------------------- | ---------------------------------------------- |
| Народна Партія                                          |                               |                       |         |                        |                                                |
| 1                                                       | Прокопенко Андрій Федотович   | 01.11.2010            | середня | позапартійний          | Фермерське господарство, фермер                |
| 13                                                      | Прокопенко Надія Федорівна    | 01.11.2010            | вища    | позапартійна           | Шубиноставська загальноосвітня школа, вчитель  |
| Партія регіонів                                         |                               |                       |         |                        |                                                |
| 2                                                       | Ісмаілов Сергій Рустамович    | 01.11.2010            | середня | член Партії регіонів   | НВФ «Урожай», слюсар                           |
| 3                                                       | Цюрмаста Тетяна Дмитрівна     | 01.11.2010            | вища    | член Партії регіонів   | Шубиноставська сільська рада, секретар         |
| 4                                                       | Гурай Лариса Андріївна        | 01.11.2010            | вища    | член Партії регіонів   | Шубиноставська загальноосвітня школа, директор |
| 5                                                       | Вовченко Володимир Іванович   | 01.11.2010            | середня | член Партії регіонів   | НВФ «Урожай», інженер електрик                 |
| 7                                                       | Трохименко Людмила Юріївна    | 01.11.2010            | вища    | член Партії регіонів   | Шубиноставська загальноосвітня школа, вчитель  |
| 8                                                       | Сербін Володимир Іванович     | 01.11.2010            | середня | член Партії регіонів   | Лисянський РВВС, меліціонер                    |
| 9                                                       | Цюрмаста Сергій Андрійович    | 01.11.2010            | середня | член Партії регіонів   | НВФ «Урожай», бригадир                         |
| 10                                                      | Вовченко Валентина Василівна  | 01.11.2010            | вища    | член Партії регіонів   | НВФ «Урожай», економіст                        |
| 11                                                      | Драчук Іван Леонідович        | 01.11.2010            | середня | член Партії регіонів   | НВФ «Урожай», водій                            |
| 12                                                      | Коваленко Ольга Олександрівна | 01.11.2010            | середня | член Партії регіонів   | Шубиноставська сільська рада, бухгалтер        |
| Соціально-екологічна партія «Союз. Чорнобиль. Україна.» |                               |                       |         |                        |                                                |
| 14                                                      | Вдовиченко Андрій Григорович  | 01.11.2010            | середня | позапартійний          | НВФ «Урожай», слюсар                           |
| Самовисування                                           |                               |                       |         |                        |                                                |
| 6                                                       | Харченко Віктор Григорович    | 01.11.2010            | вища    | позапартійний          | пенсіонер                                      |

## Населення
Згідно з переписом УРСР 1989 року чисельність наявного населення сільської ради становила 951 особа, з яких 427 чоловіків та 524 жінки.
За переписом населення України 2001 року в сільській раді мешкали 792 особи.

### Мова
Розподіл населення за рідною мовою за даними перепису 2001 року:
| Мова       | Відсоток |
| ---------- | -------- |
| українська | 98,00 %  |
| російська  | 1,13 %   |
| молдовська | 0,50 %   |
| румунська  | 0,25 %   |